# 边交林乡
边交林乡（藏語：དཔལ་འབྱོར་གླིང་），是中华人民共和国西藏自治区拉萨市林周县下辖的一个乡镇级行政单位。

## 行政区划
边交林乡下辖以下地区：
当杰村、卡优村和色康村。